# Bezirk Mödling
Der Bezirk Mödling ist ein Verwaltungsbezirk des Landes Niederösterreich, in dessen Industrieviertel und Wiener Becken.

## Geschichte

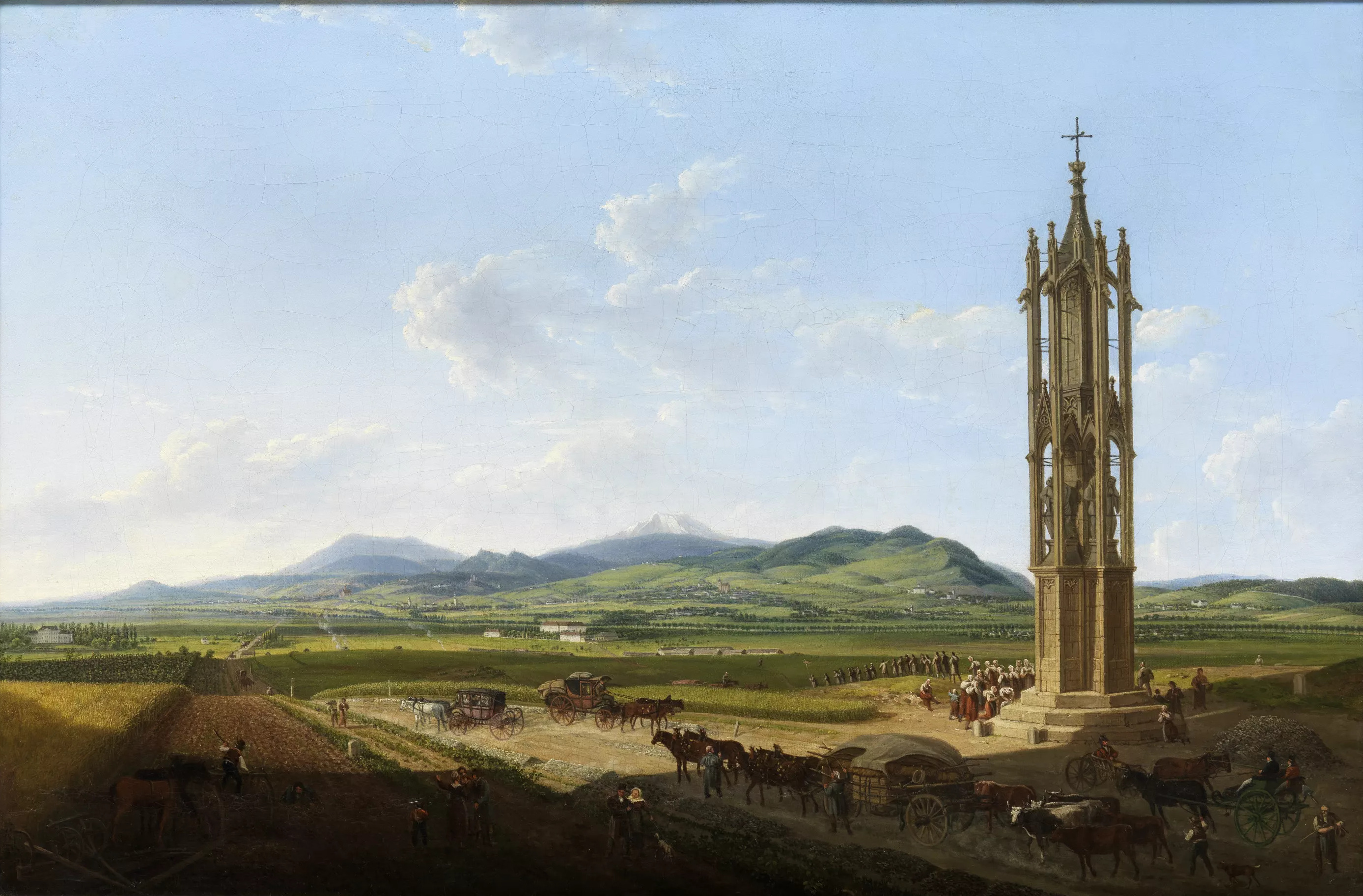
Die Spinnerin am Kreuz mit Aussicht gegen das Mödlinger Gebirge, 1831 (für eine ähnliche Perspektive mit Beschriftung von 1855 siehe dieses Bild).

Der Bezirk Mödling besteht seit 1896, vorher wurden die Gemeinden mit denen des Bezirkes Baden mitverwaltet. 1904 wurden die Gemeinden Kaltenleutgeben, Perchtoldsdorf, Siebenhirten, Rodaun  und Vösendorf dem Bezirk Hietzing-Umgebung (heutiger Bezirk Liesing) angegliedert. Eine Gebietsveränderung gab es 1932, als die Gemeinden Achau und Hennersdorf vom Bezirk Bruck an der Leitha an Mödling fielen. 1938 wurde der Bezirk in Groß-Wien als 24. Bezirk eingemeindet, wobei einzelne Gemeinden dem 25. Bezirk zugeschlagen wurden.
Der Bezirk Mödling blieb bis 1954 mit allen anderen 1938 in Wien integrierten Teilen auf Wunsch der Alliierten Kommission Teil von Groß-Wien, obwohl bereits 1946 der Nationalrat das Gebietsänderungsgesetz zur weitgehenden Rückstellung beschloss. Diese Rechtslage von 1946–1954 verunmöglichte in allen Teilen Groß-Wiens Bezirksvertretungswahlen, bzw. jegliche Kommunalwahlen. In dieser Zeit fungierte ein provisorischer Mödlinger Gemeindeausschuss und später Gemeinderat, mit Stimmverhältnissen lokaler Landtagswahlergebnisse, als 24. Bezirksvertretung. Der designierte Mödlinger Bürgermeister wurde 1946–1954 vom Wiener Bürgermeister zu einem Ortsvorsteher ernannt und mit kommunaler Funktion eines Bezirksvorsteher betraut.

Historische Landkarten des Kerngebiets
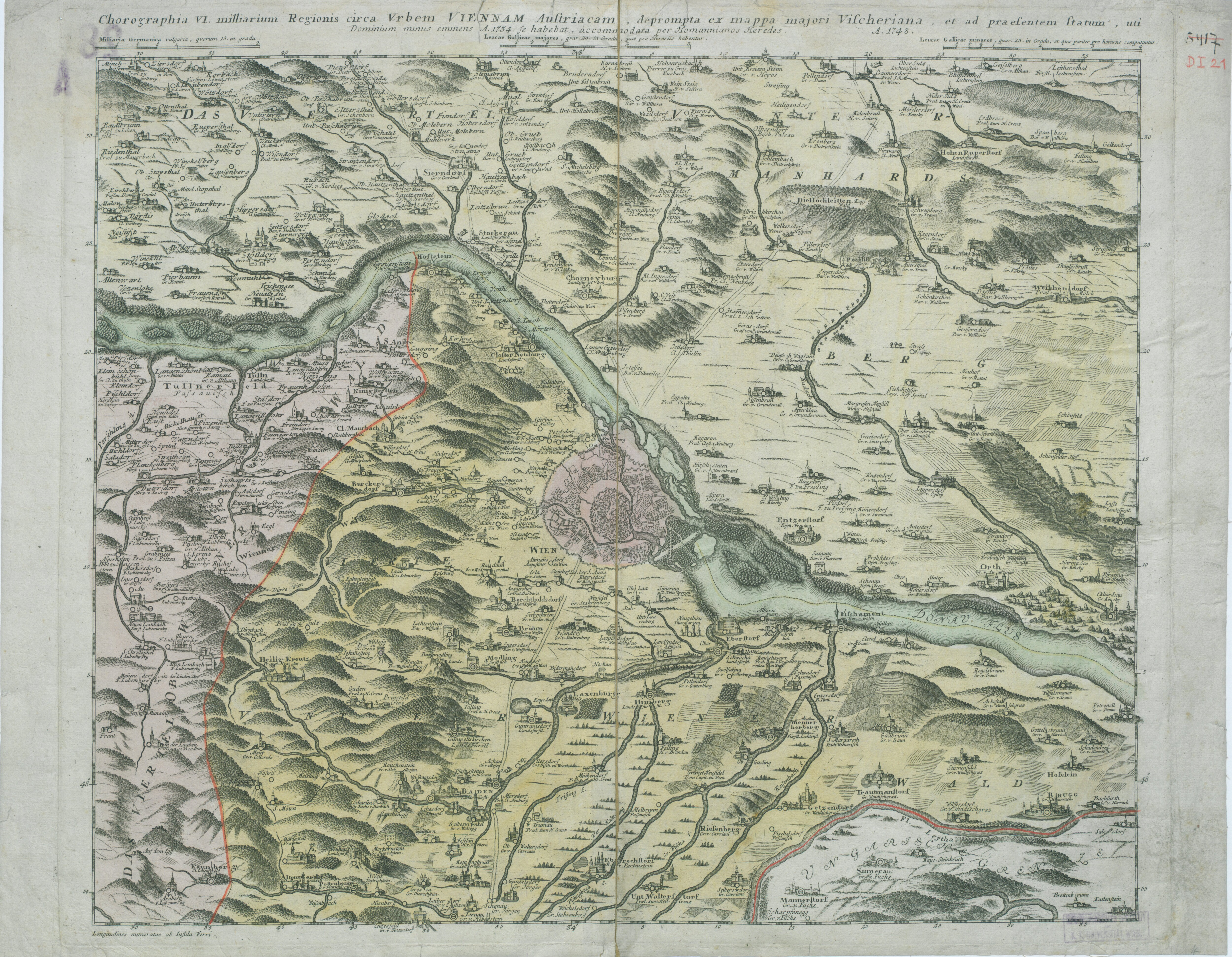
Wien und Ortschaften im Umland mit Herrschaftsbeschriftung, 1748 (eine von vielen späteren Karten basierend auf Archiducatus Austriae Inferioris Accuratissima Geographica Descriptio erfasst von Georg Matthäus Vischer und gestochen durch Melchior Küsell, 1670)
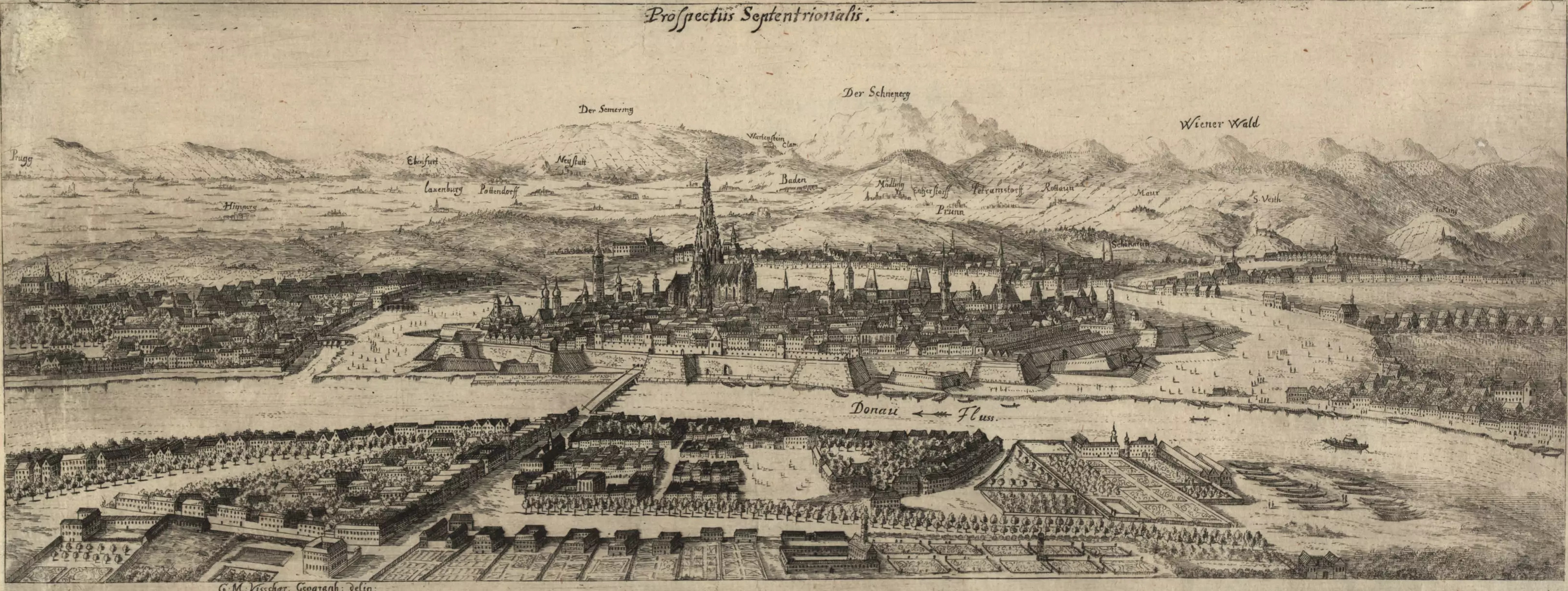
Nordansicht von Wien, Prospectus Septentrionalis (1672)
Carte des environs de Schönbrun et ceux de Laxemburg, 1755
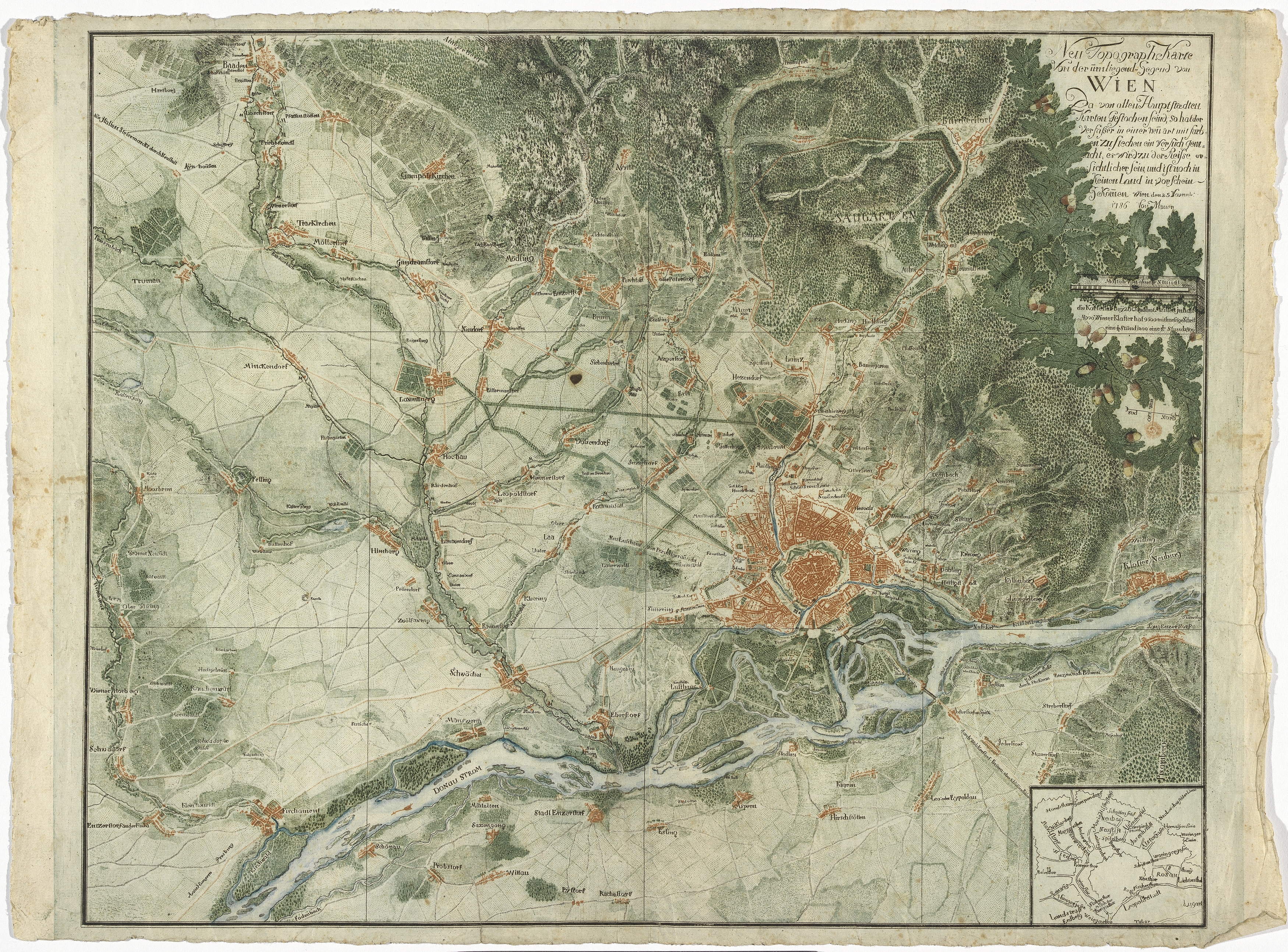
Wien und südliches Umland, 1786
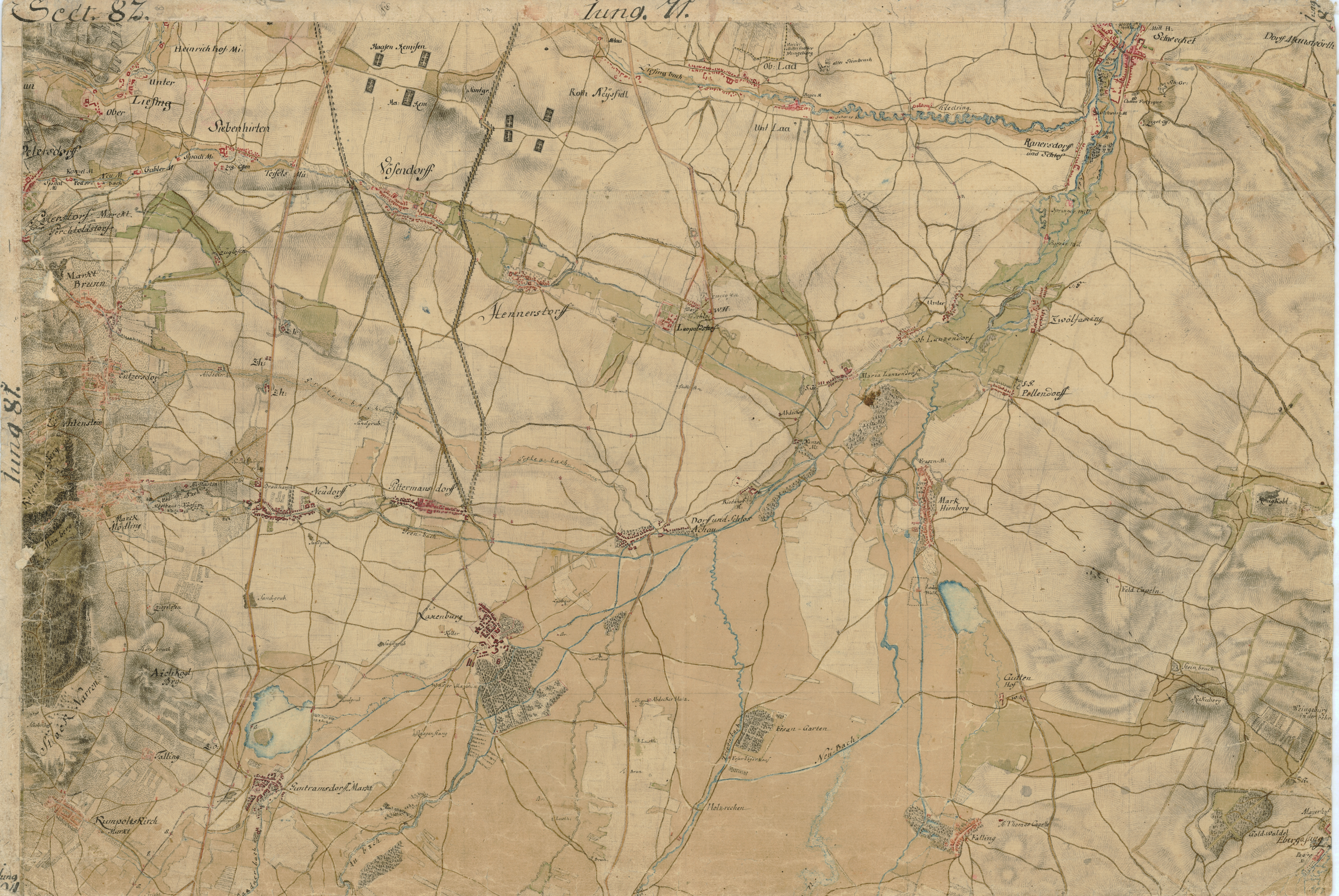
1790 (Josephinische Landesaufnahme)
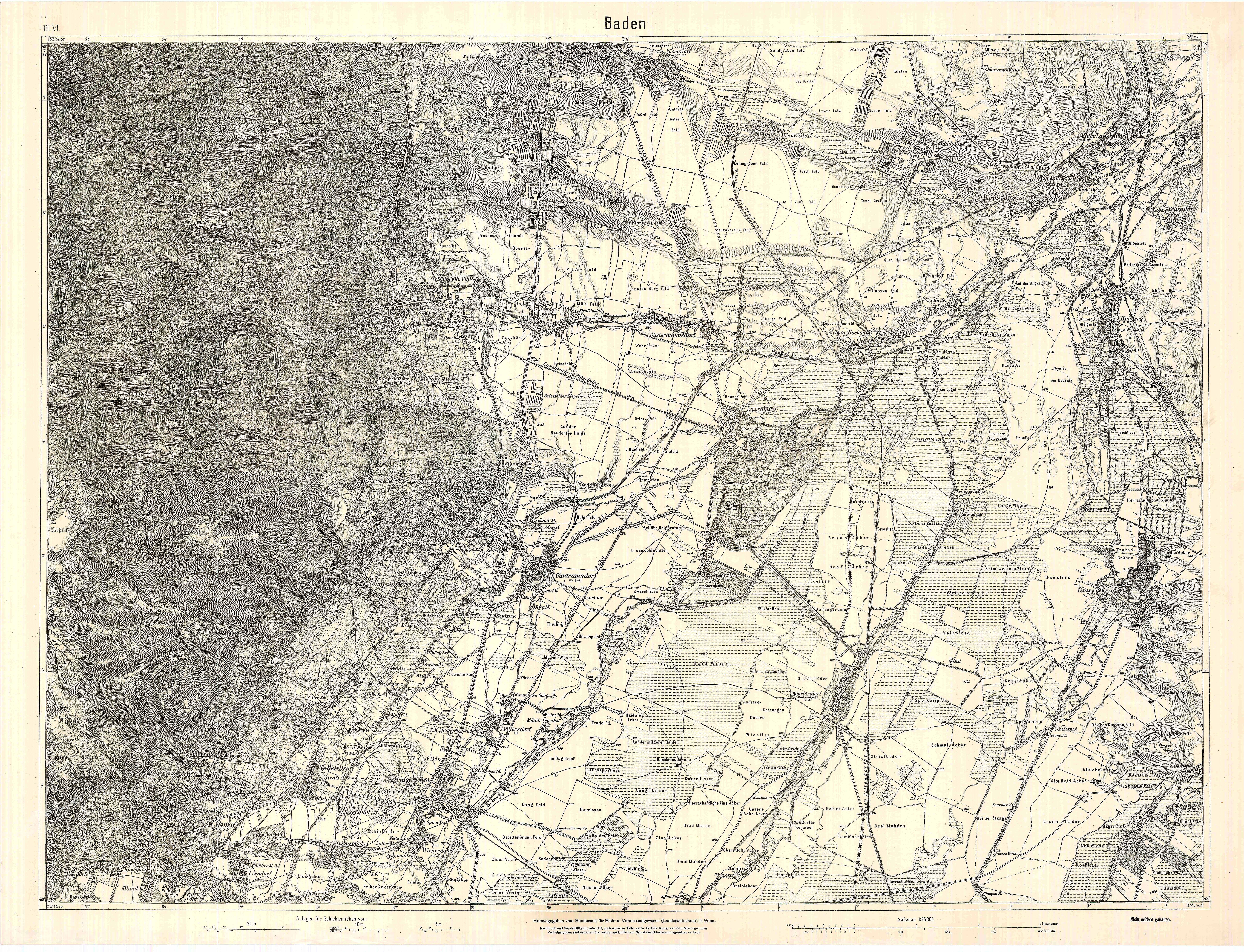
1900

## Liste der Bezirkshauptleute und Leiter des Magistratischen Bezirksamtes des 24. Bezirkes von Groß-Wien
Bezirkshauptleute
- 1897–1899: Alfred Freiherr Glanz von Eicha
- 1899–1909: Otto Breyer
- 1909–1918: Joseph Fuchs
- 1918–1923: Max Hillinger
- 1923–1924: Adolf Pilz
- 1924–1938: Adalbert Pamperl

Leiter des Magistratischen Bezirksamtes des 24. Bezirkes von Groß-Wien
- 1938: Ferdinand Christallon
- 1938–1945: Adalbert Pamperl
- 1945: Otto Petznek
- 1945–1952: Erich Liemert
- 1952–1954: Hugo Goldberger

Bezirksvorsteher des 24. Bezirkes von Groß-Wien
- 1945–1946: Josef Harth (SPÖ)
- 1946–1951: Ferdinand Buchberger (SPÖ)
- 1951–1954: Josef Deutsch (SPÖ)

Bezirkshauptleute
- 1954–1961: Josef Holzapfel
- 1961–1980: Robert Böhm
- 1981–2000: Heinz Eischer
- 2000–2010: Hannes Nistl
- seit 2010: Philipp Enzinger

## Geografie
Der Bezirk liegt auf 276,99 km² südlich angrenzend an Wien. Der Bezirk wird durch die Thermenlinie geteilt, wobei die östliche Hälfte im Wiener Becken, die westliche im Wienerwald liegt.
Er liegt im Industrieviertel und ist auch in der Raumplanung der Hauptregion Industrieviertel zugeordnet.

### Natur
Weinbau und der Wienerwald mit dem Naturpark Föhrenberge bestimmt die Landschaft. Ein besonderes Kleinod ist das Naturschutzgebiet Eichkogel, ein Hügel mit Trockenrasen, das viele seltene Tier- und Pflanzenarten beheimatet.

### Wirtschaft
Der Bezirk Mödling ist zwar flächenmäßig einer der kleinsten, aber wirtschaftlich einer der stärksten Österreichs. Er hat auch das höchste Steueraufkommen. Während die meisten Betriebe im flachen Osten liegen, sind die Waldgemeinden hauptsächlich Wohngemeinden, wo auch viele Zweitwohnsitze der Wiener Bevölkerung sind. Der bekannteste Betrieb ist die Shopping City Süd (SCS), eines der größten Einkaufszentren Europas.

### Verkehr
Der Bezirk Mödling ist, mit dem Bezirk Korneuburg, einer von zwei Bezirken in Österreich, in dem vier verschiedene Autobahnen bzw. Schnellstraßen verlaufen, nämlich die Süd Autobahn A 2, die Wiener Außenring Autobahn A 21, sowie die Wiener Außenring Schnellstraße S 1 und die Südost Autobahn A 3. Weitere wichtige Straßenzüge sind die ehemaligen Bundesstraßen Wiener Neustädter Straße B 17 (tw. auch Triester Straße), sowie die Ödenburger Straße B 16.
Die Südbahn der ÖBB ist die wichtigste Nord-Süd-Verbindung. Außerdem gibt es noch die Pottendorfer Linie, die Aspangbahn sowie die Badner Bahn.

### Nachbarbezirke
| Bezirk St. Pölten | Gemeindebezirke Favoriten und Liesing (Wien) |                            |
|                   | Kompassrose, die auf Nachbargemeinden zeigt  | Bezirk Bruck an der Leitha |
|                   | Bezirk Baden                                 |                            |

## Angehörige Gemeinden
Der Bezirk Mödling umfasst zwanzig Gemeinden, darunter eine Stadt und zwölf Marktgemeinden.

Gemeinden des Bezirks Mödling

Regionen in der Tabelle sind Kleinregionen in Niederösterreich
| Gemeinde             | Lage | Ew     | km²   | Ew / km² | Gerichtsbezirk | Region  | Typ             | Foto | Metadaten         |
| -------------------- | ---- | ------ | ----- | -------- | -------------- | ------- | --------------- | ---- | ----------------- |
| Achau                |      | 1.727  | 11,88 | 145      | Mödling        | Mödling | Gemeinde        | ja   | Gem.Kennz.: 31701 |
| Biedermannsdorf      |      | 3.137  | 8,95  | 350      | Mödling        | Mödling | Markt- gemeinde | ja   | Gem.Kennz.: 31702 |
| Breitenfurt bei Wien |      | 5.998  | 27,00 | 222      | Mödling        |         | Markt- gemeinde | ja   | Gem.Kennz.: 31703 |
| Brunn am Gebirge     |      | 12.310 | 7,26  | 1695     | Mödling        | Mödling | Markt- gemeinde | ja   | Gem.Kennz.: 31704 |
| Gaaden               |      | 1.595  | 24,78 | 64       | Mödling        |         | Gemeinde        | ja   | Gem.Kennz.: 31706 |
| Gießhübl             |      | 2.433  | 3,90  | 625      | Mödling        | Mödling | Gemeinde        | ja   | Gem.Kennz.: 31707 |
| Gumpoldskirchen      |      | 4.022  | 8,11  | 496      | Mödling        |         | Markt- gemeinde | ja   | Gem.Kennz.: 31709 |
| Guntramsdorf         |      | 9.450  | 14,86 | 636      | Mödling        | Mödling | Markt- gemeinde | ja   | Gem.Kennz.: 31710 |
| Hennersdorf          |      | 1.526  | 5,44  | 280      | Mödling        | Mödling | Gemeinde        | ja   | Gem.Kennz.: 31711 |
| Hinterbrühl          |      | 3.895  | 16,94 | 230      | Mödling        |         | Markt- gemeinde | ja   | Gem.Kennz.: 31712 |
| Kaltenleutgeben      |      | 3.299  | 17,51 | 188      | Mödling        |         | Markt- gemeinde | ja   | Gem.Kennz.: 31713 |
| Laab im Walde        |      | 1.093  | 7,15  | 153      | Mödling        |         | Gemeinde        | ja   | Gem.Kennz.: 31714 |
| Laxenburg            |      | 3.091  | 10,61 | 291      | Mödling        | Mödling | Markt- gemeinde | ja   | Gem.Kennz.: 31715 |
| Maria Enzersdorf     |      | 8.802  | 5,27  | 1669     | Mödling        | Mödling | Markt- gemeinde | ja   | Gem.Kennz.: 31716 |
| Mödling              |      | 20.662 | 10,04 | 2058     | Mödling        | Mödling | Stadt- gemeinde | ja   | Gem.Kennz.: 31717 |
| Münchendorf          |      | 3.242  | 20,00 | 162      | Mödling        |         | Gemeinde        | ja   | Gem.Kennz.: 31718 |
| Perchtoldsdorf       |      | 14.960 | 12,60 | 1188     | Mödling        | Mödling | Markt- gemeinde | ja   | Gem.Kennz.: 31719 |
| Vösendorf            |      | 7.706  | 10,48 | 736      | Mödling        | Mödling | Markt- gemeinde | ja   | Gem.Kennz.: 31723 |
| Wiener Neudorf       |      | 9.647  | 6,06  | 1593     | Mödling        | Mödling | Markt- gemeinde | ja   | Gem.Kennz.: 31725 |
| Wienerwald           |      | 2.930  | 48,17 | 61       | Mödling        |         | Gemeinde        | ja   | Gem.Kennz.: 31726 |

### Gebietsänderungen
1. Jänner 1972
- Fusion der Gemeinden Dornbach, Grub, Sittendorf und Sulz im Wienerwald zur Gemeinde Wienerwald
- Eingemeindung der Gemeinden Sparbach und Weißenbach bei Mödling in die Gemeinde Hinterbrühl[11]

## Bevölkerungsentwicklung
| Einwohner pro Quadratkilometer | Einwohner pro Quadratkilometer | Einwohner pro Quadratkilometer | Einwohner pro Quadratkilometer |
| 1783/86                        | 1846                           | 1869                           | 1991                           |
| ------------------------------ | ------------------------------ | ------------------------------ | ------------------------------ |
| 60                             | 82                             | 104                            | 363                            |

| Häuser / Gebäude pro Quadratkilometer | Häuser / Gebäude pro Quadratkilometer | Häuser / Gebäude pro Quadratkilometer | Häuser / Gebäude pro Quadratkilometer |
| 1590                                  | 1783/86                               | 1869                                  | 1991                                  |
| ------------------------------------- | ------------------------------------- | ------------------------------------- | ------------------------------------- |
| 5,6                                   | 8,1                                   | 12,6                                  | 98,2                                  |

## Bezirksorganisationen
- Gerichtsbezirk Mödling
- Niederösterreichische Berg- und Naturwacht Bezirksleitung Mödling, Ortseinsatzleitung Föhrenberge Mödling und Wienerwald Südost (stationiert in Perchtoldsdorf)